# Карелин, Алексей Маркович
Алексей Маркович Карелин — российский кинорежиссёр, сценарист и монтажёр.

## Биография
Алексей Карелин родился 10 октября 1967 года. В 1974—1984 гг. учился в средней школе № 505 с углублённым изучением французского языка.
В 1986-88 гг. проходил срочную службу в вооружённых силах Советского Союза.
В 1989-90 гг. работал слесарем КИП в цехе обработки плёнки киностудии «Ленфильм», в 1990—1993 гг. — видеоинженер, видеомонтажёр ТВЦ (там же).
В 1993 году снимал рекламные ролики и музыкальные клипы, однако с 2000 года и поныне снимает игровое кино и телесериалы.

## Театральная деятельность
В 1988-90 гг. работал актёром театра-студии «Зеркало», в 1991-94 — режиссёром любительского театра «АбСюрДада».

## Фильмография

### Режиссёр
- 2000 — Выход
- 2002 — Золушка в сапогах
- 2003 — Чужое лицо
- 2005 — Время собирать камни
- 2005 — Фаворит
- 2007 — Мушкетёры Екатерины
- 2009 — Люди добрые
- 2011 — Партия в бридж
- 2012 — Куклы
- 2012 — Не уходи
- 2013 — Иллюзия счастья
- 2013 — Весомое чувство
- 2013 — Будущее совершенное
- 2013 — Чужое лицо
- 2014 — Плюс Любовь
- 2014 — От праздника к празднику
- 2014 — Вместо неё
- 2015 — Алла в поисках Аллы
- 2016 — Кто я
- 2016 — Долги совести
- 2016 — Куда уходят дожди
- 2017 — Чёрная кровь
- 2017 — Месть как лекарство
- 2018 — Купчино
- 2018 ― Акварели (Беларусь, Украина)
- 2019 ― Анонимный детектив
- 2022 — Борщи

Призрачное счастье
2021
Криминальный доктор
2021
2021
Катерина
2020
смотреть онлайн
Кошкин дом
2020
2019
Танец для двоих
2018
Купчино
2018
19-я серия
2018
20-я серия

### Сценарист
- 2000 — Выход

### Монтажёр
- 1997 — Бомба
- 2002 — Золушка в сапогах

### Актёр
- 2022 — Борщи — Родион Бухаров

## Награды
- «Время собирать камни» — гран-при фестиваля «Виват Кино Россия!» (2005)[1];
- «Время собирать камни» — гран-при фестиваля «Южные ночи» (2005)[2];
- «Время собирать камни» — призы за лучшую режиссуру и за лучший сценарий фестиваля «Амурская осень» (2005)[3];
- «Время собирать камни» — призы за лучшую мужскую роль и роль второго плана международного фестиваля военного фильма им. Озерова (2005)[4];
- «Время собирать камни» — специальный диплом фестиваля «Валоколамское шоссе» (2005);
- участник недели Российских фильмов в Нью-Йорке, Париже, Берлине (2005).